# Eucerotoma huallagensis
Eucerotoma huallagensis es una especie de insecto coleóptero de la familia Chrysomelidae.
Fue descrita científicamente en 1951 por Bechyne.